# Seal Rock (kulle i Antarktis, lat -66,28, long 100,77)
Seal Rock är en kulle i Antarktis. Den ligger i Östantarktis. Australien gör anspråk på området. Toppen på Seal Rock är 61 meter över havet.
Terrängen runt Seal Rock är huvudsakligen platt. Trakten är obefolkad. Det finns inga samhällen i närheten. 